# Cidra

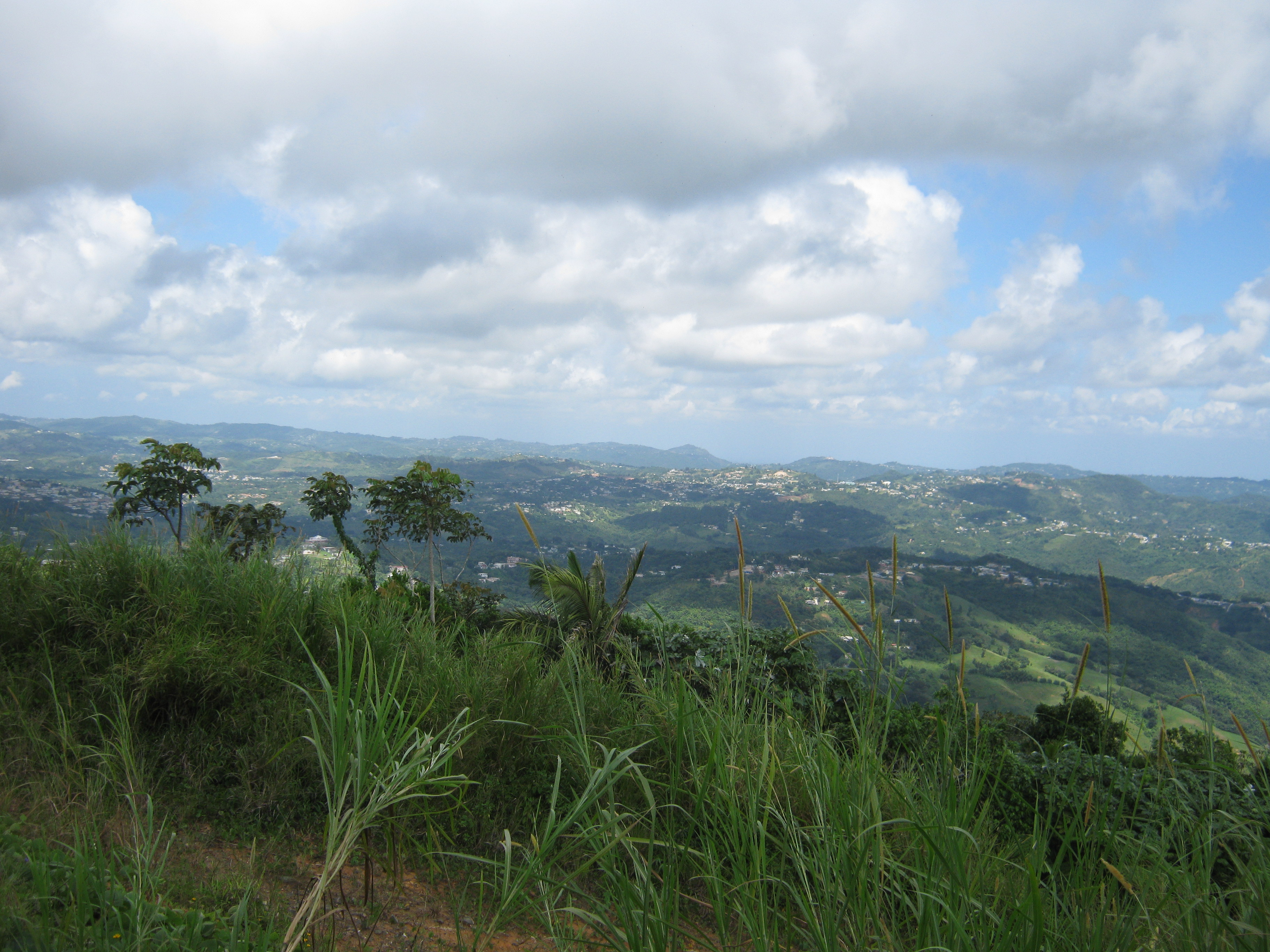

Cidra est une municipalité de Porto Rico (code international : PR.CD) s'étendant sur 93 km2. Elle compte 39 970 habitants en 2020.

## Culture et patrimoine
- Arbre de Ceiba, Quartier Sud
- Chapelle de Christ Roi ou Église Ronde, Quartier Ceiba
- Cheminée du moulin La Julia, Quartier Bayamón
- Chute de Perico, Quartiers Ceiba et Montellano
- Colline Almirante, Quartier Rabanal
- Colline Viento Caliente, Quartier Rabanal
- École Luis Muñoz Rivera, Quartier Cidra
- Hotel Treasure Island, Quartier Bayamón
- Lac de Cidra, Quartiers Arenas-Bayamón-Certenejas-Cidra
- Maison du Roi ou Ancienne Mairie, Quartier Cidra
- Maison Torres-Reyes, Quartier Cidra
- Paroisse Nuestra Señora del Carmen, Quartier Cidra
- Pierre du Sapo, Quartier Bayamón
- Place Francisco M. Zeno, Quartier Cidra
- Premier Église Baptiste, Quartier Cidra
- Pont de Hamaca, Quartier Honduras
- Théâtre Iberia, Quartier Cidra